# Revigliasco d’Asti
Revigliasco d’Asti – miejscowość i gmina we Włoszech, w regionie Piemont, w prowincji Asti.
Według danych na styczeń 2009 gminę zamieszkiwały 843 osoby przy gęstości zaludnienia 94,3 os./1 km².